# Kim Kardashian, Superstar
Kim Kardashian, Superstar (conocida también como Kim K Superstar) es una película pornográfica estrenada el 21 de marzo de 2007 a través de Vivid Entertainment Group y protagonizada por la personalidad de televisión Kim Kardashian y el rapero Ray-J. Filmada en octubre de 2002, la cinta presenta a la pareja teniendo relaciones sexuales mientras estaban de vacaciones en Cabo San Lucas, México.

## Antecedentes
La película cuenta con la participación de la personalidad de televisión Kim Kardashian y el rapero Ray-J en octubre de 2002, en el complejo turístico Esperanza en Cabo San Lucas, México como parte de la celebración del cumpleaños número 23 de Kardashian. Ray-J filmó gran parte de las vacaciones con una videocámara de mano, con la que captura el momento en el que él y su pareja «bromean» mientras tienen relaciones sexuales.
Kardashian era relativamente desconocida antes del lanzamiento de la cinta. La socialité era principalmente conocida por ser hija de Robert Kardashian, quien se desempeñó como el abogado defensor de O. J. Simpson durante su juicio por homicidio. Kardashian también era conocida por ser amiga y estilista personal de Paris Hilton; además apareció en 4 episodios del programa de realidad de Hilton, The Simple Life, desde 2003 hasta 2006. Kardashian conoció a Ray-J en 2002 mientras trabajaba como estilista para su hermana, Brandy Norwood.
En diciembre de 2018, Kardashian admitió que estaba bajo los efectos de la droga MDMA mientras filmaba la cinta.

## Estreno
La película se estrenó el 21 de marzo de 2007 a través de Vivid Entertainment Group. Según un comunicado de prensa emitido por Vivid, la compañía compró la cinta de un «tercero» por $1 millón.
En febrero de 2007, antes del lanzamiento de la película, Kardashian demandó a Vivid Entertainment por invasión a la privacidad, y por las ganancias y el dominio de la cinta, pero la estrella retiró la demanda a finales de abril de 2007 y aceptó firmar una avenencia con la productora, por lo que recibió $5 millones.
En abril de 2016, Ian Halperin alegó en su libro, Kardashian Dynasty, que Kardashian y su madre, Kris Jenner, filtraron deliberadamente el video sexual a Vivid Entertainment. Según Halperin, «una amiga común de Kim y Paris Hilton le había aconsejado que si quería alcanzar la fama, una cinta de sexo sería el camino a seguir ... Kim había discutido la idea de producir una cinta con su familia de antemano ... Era  Kris, quien formó el acuerdo detrás de escena [con Vivid Entertainment] y fue responsable de que la cinta viera la luz del día». Tras el lanzamiento de Kardashian Dynasty, un representante legal de la familia Kardashian-Jenner negó todas las afirmaciones de Halperin.